# Polia minorita
Polia minorita är en fjärilsart som beskrevs av Felix Bryk 1948. Polia minorita ingår i släktet Polia och familjen nattflyn. Inga underarter finns listade i Catalogue of Life.